# Leandro Remondini
Leandro Remondini (né le 17 novembre 1917 à Vérone en Vénétie et mort le 9 janvier 1979 à Milan en Lombardie) était un joueur et entraîneur de football italien.

## Biographie
Leandro Remondini est connu pour avoir été le plus vieux joueur à avoir été sélectionné en équipe d'Italie de football à l'occasion de la coupe du monde 1950 au Brésil. 
Milieu défensif, ou quelques fois arrière central, il était réputé pour son aisance à couvrir et assumer tous les rôles au milieu de terrain pour les clubs dans lesquels il joua. 
Après deux saisons en Serie B avec le club de sa ville natale de l'Hellas Vérone, il fait ses débuts en Serie A à 20 ans au Milan lors de la même année du sacre mondial de l'Italie en 1938. Pendant la guerre, il rejoint Modène puis Casale avant de retourner à Modène puis de rejoindre la capitale et sa SS Lazio où il inscrit 19 buts en 95 matchs, ce qui attire l'attention sur lui, et où il est donc sélectionné pour jouer le mondial 1950. 
Son seul match avec les Azzurri est une victoire 2-0 contre l'équipe du Paraguay. Après la coupe du monde, il part jouer au SSC Napoli puis termine sa carrière en Serie A avec Lucchese.